# Caldwell, Kansas
Caldwell là một thành phố thuộc quận Sumner, tiểu bang Kansas, Hoa Kỳ. Năm 2010, dân số của xã này là 1068 người.

## Dân số
Dân số các năm:
- Năm 2000: 1284 người
- Năm 2010: 1068 người